# Peter Szendy
Peter Szendy, né le 7 mai 1966 à Paris, est un philosophe et un musicologue français d'origine hongroise.

## Biographie
Maître de conférences à l'université Paris-Nanterre et conseiller à la Cité de la musique, Peter Szendy a enseigné auparavant à l'université Strasbourg II, tout en étant conseiller éditorial à l'Ircam de 1994 à 2001.

Il est spécialisé dans l'esthétique de la musique, de la littérature, et du cinéma. Il est également l'auteur de livrets d'opéras ou d'œuvres vocales.
Szendy s'est d'abord consacré à une critique de l'écoute et de son histoire, dans la perspective d'une déconstruction des modèles romantiques ou modernistes. En caractérisant l'écoute comme « un vol toléré », son essai, Écoute : une histoire de nos oreilles (2001), a suscité un certain débat sur les questions de copyright et de piratage. Élargissant cette réflexion aux rapports entre écoute et pouvoir, il propose, dans Sur écoute : esthétique de l'espionnage (2007), une archéologie de la surveillance auditive, à travers une lecture de textes de Bentham, Freud, Deleuze et Kafka, ainsi que par l'analyse de diverses séquences de Hitchcock, Lang, Coppola et De Palma. Un des concepts centraux de cette réflexion est la notion de « panacoustique », traduction auditive du « panoptique ».
Avec Membres fantômes : des corps musiciens (2002), Szendy redéfinit la notion de corps, pour construire une « organologie générale » à partir du concept rhétorique d'« effiction ».
Outre de nombreux articles consacrés à des musiciens et artistes contemporains (notamment Georges Aperghis, Brice Pauset, György Kurtág et Christian Marclay), il est aussi l'auteur d'un essai sur Moby Dick (Les Prophéties du texte-Léviathan : lire selon Melville, 2004), dans lequel s'annonce une théorie de la lecture comme prophétie.
Après Tubes : la philosophie dans le juke-box (2008), qui analyse le phénomène de la mélodie obsédante comme une puissante articulation entre marché et psyché, Kant chez les extraterrestres : philosofictions cosmopolitiques (2011) tente une lecture de Kant en suivant, depuis les premiers écrits du penseur de Königsberg jusqu'à ses derniers (de la Théorie du ciel à l'Anthropologie d'un point de vue pragmatique), la question des « habitants des autres mondes ». Il en ressort une dimension proprement cosmopolitique, selon laquelle l'homme ne se définit pas « verticalement » par rapport à l'animal et au dieu, mais « horizontalement » et à perte de vue par comparaison avec le tout-autre non terrien.
Cette réflexion se situe à la croisée des deux sens du kosmos grec, tels qu'ils résonnent encore dans les mots de cosmétique et de cosmopolitique. Peter Szendy poursuit l'interrogation du concept de monde dans son dernier ouvrage, L'Apocalypse-cinéma. 2012 et autres fins du monde (2012), qui se veut également une théorie du cinéma — du cinémonde — toujours exposé à l'épreuve de sa finitude radicale.

## Publications
- Theodor W. Adorno, Sur quelques relations entre musique et peinture, traduction française et préface de Peter Szendy, Éditions La Caserne, 1995.
- Lire l'Ircam, suivi d'un texte inédit de Gilles Deleuze, Ircam-Centre Pompidou, 1996.
- Musica practica : arrangements et phonographies de Monteverdi à James Brown, L'Harmattan, coll. « Esthétiques », 1997.
- Écoute : une histoire de nos oreilles, précédé de Ascoltando par Jean-Luc Nancy, Les Éditions de Minuit, 2001.
- Machinations de Georges Aperghis, Ircam-L'Harmattan, 2001.
- Membres fantômes : des corps musiciens, Éditions de Minuit, 2002.
- Wonderland : la musique, recto-verso (avec Georges Aperghis), Bayard, 2004.
- Les prophéties du texte-Léviathan : lire selon Melville, Éditions de Minuit, 2004.
- Béla Bartók, Écrits, traduction française et préface de Peter Szendy, Éditions Contrechamps, 2006.
- Sur écoute : esthétique de l'espionnage, Éditions de Minuit, 2007.
- Tubes : la philosophie dans le juke-box, Éditions de Minuit, 2008.
- Kant chez les extraterrestres : philosofictions cosmopolitiques, Éditions de Minuit, 2011.
- L'Apocalypse-cinéma : 2012 et autres fins du monde, Capricci, 2012.
- À coups de points : la ponctuation comme expérience, Éditions de Minuit, 2013.
- Le supermarché du visible, Éditions de Minuit, 2017.
- Pour une écologie des images, Éditions de Minuit, 2021.
- Pouvoirs de la lecture. De Platon au livre électronique, La Découverte, 2022.
- (avec Laura Odello). La voix, par ailleurs. Ventriloquie, bégaiement et autres accidents, Les Editions de Minuit, 2023